# اسکناس دو دلاری آمریکا
اسکناس ۲ دلاری آمریکا اسکناس کمیاب کشور ایالات متحده آمریکا می‌باشد. چهره توماس جفرسون سومین رئیس جمهور امریکا بر روی اسکناس‌های ۲ دلاری نقش بسته بود. نمای پشت این اسکناس ۲ دلاری یک نوع کنده کاری- نقاشی بازآفرینی شده از اعلامیه استقلال ایالات متحده آمریکا اثر جان ترامبول می‌باشد. رواج اسکناس ۲ دلاری آمریکا در سال ۱۹۶۶ متوقف شد اما ۱۰ سال بعد در جشن دویست سالگی استقلال ایالات متحده آمریکا دوباره به عنوان اسکناسی ملی مطرح گردید. امروزه اسکناس ۲ دلاری در چرخه پولی اقتصاد ایالات متحده آمریکا نقش به سزایی را بازی نمی‌کند، به عبارت دیگر این اسکناس استفاده حقیقی و پیشین خود را از دست داده‌است. بر طبق آمارهای جدید چاپ اسکناس ۲ دلاری ایالات متحده آمریکا نسبت به اسکناس‌های دیگر کمتر از ۱٪ می‌باشد. چاپ در شمارگان بسیار پایین اسکناس ۲ دلاری ایالات متحده آمریکا با سطح آگاهی همگانی و برخی داستان‌های خرافه ای، رابطه مستقیمی دارد. برخی باورهای نادرست در مورد استفاده از اسکناس ۲ دلاری، مشکلاتی را در بعضی از شرایط مثل هنگام تسویه حساب خرید ایجاد کرده‌است. اسکناس ۲ دلاری پیش از سال ۱۹۲۸ به عنوان یک اسکناس در اندازه بزرگ منتشر می‌شد، این اسکناس در انواع گوناگون از جمله یونایتد استیتز نوت، نشنال بنک نوت، سیلور سرتیفیکیت و ترژری نوت یا کوین نوت تولید می‌شد. وقتی پول رایج ایالات متحده آمریکا به اندازه‌های کنونی که هم‌اکنون رایج است تغییر کرد، اسکناس ۲ دلاری فقط از نوع یونایتد استیتز نوت به مرحله انتشار رسید. پس از اینکه چاپ اسکناس‌های از نوع یونایتد استیتز نوت متوقف شد، بعداً «چاپ آن از نوع جدید اسکناس‌های فدرال ریزرو نوت از سر گرفته شد. اسکناس ۲ دلاری ایالات متحده آمریکا در مارس ۱۸۶۲ رسماً» توسط کنگره ارائه شد. اسکناس ۲ دلاری از نوع یونایتد استیتز نوت تا سال ۱۹۶۶ بی‌وقفه استفاده می‌شد.

## نگارخانه اسکناس ۲ دلاری ایالات متحده آمریکا

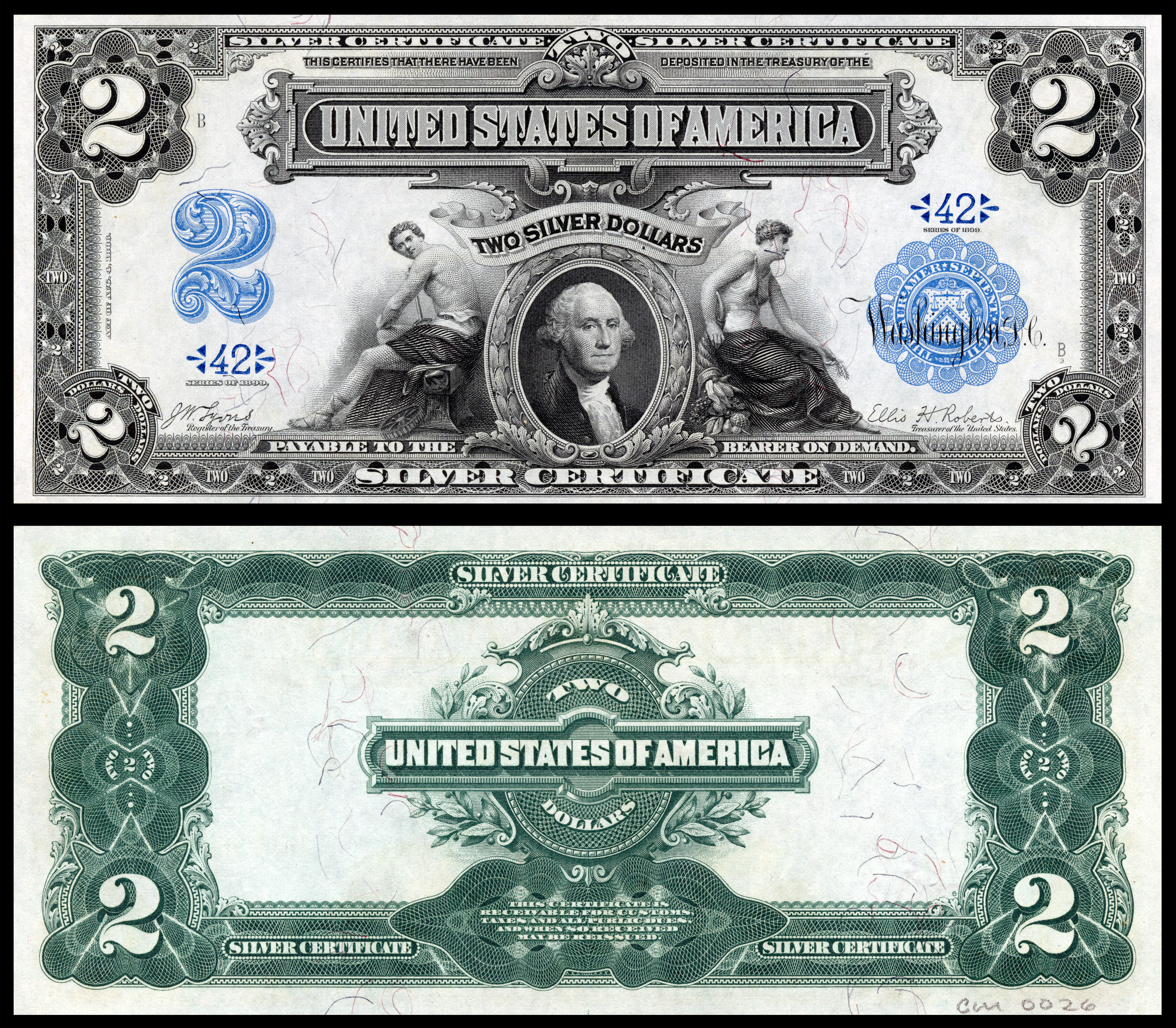
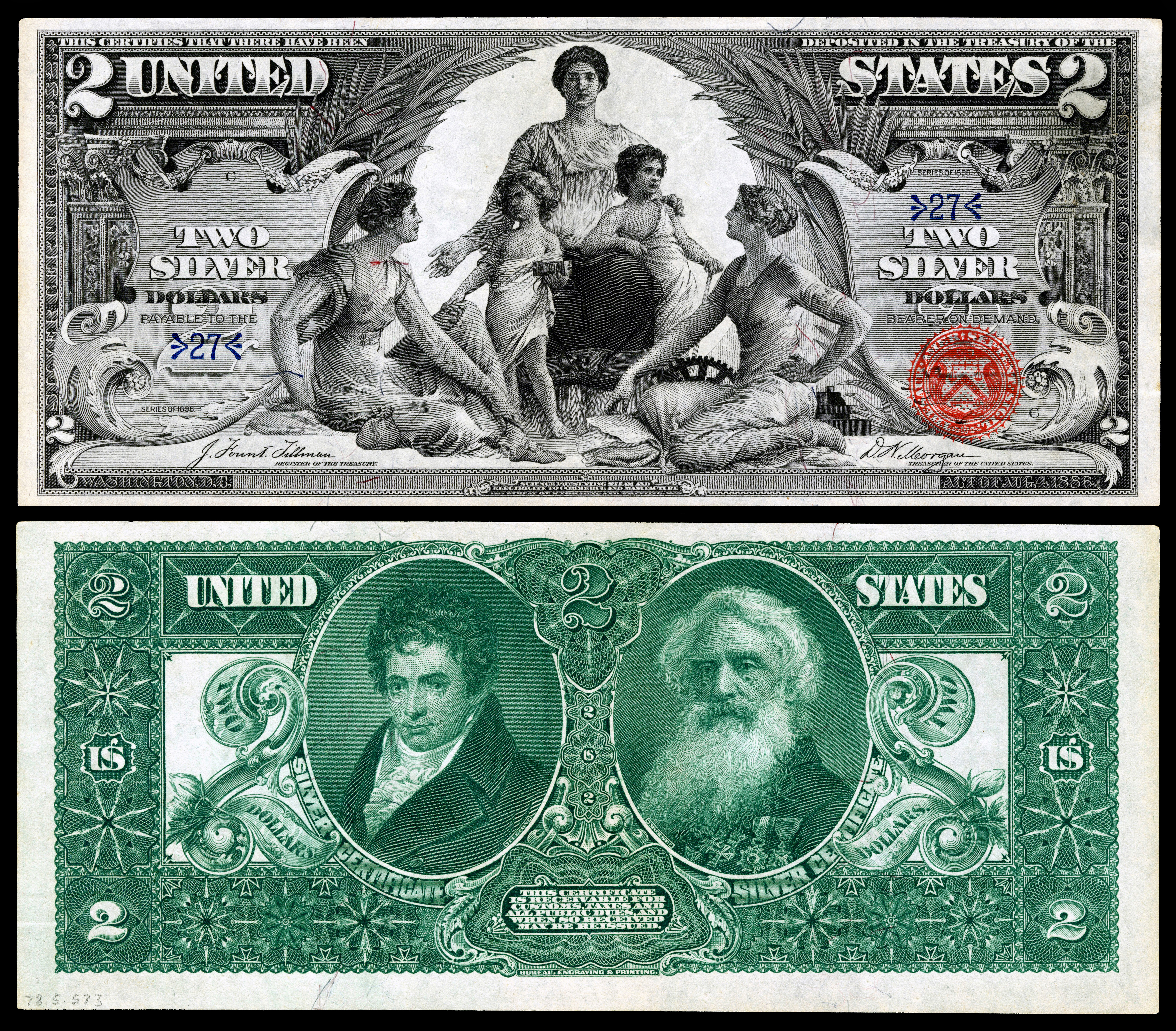
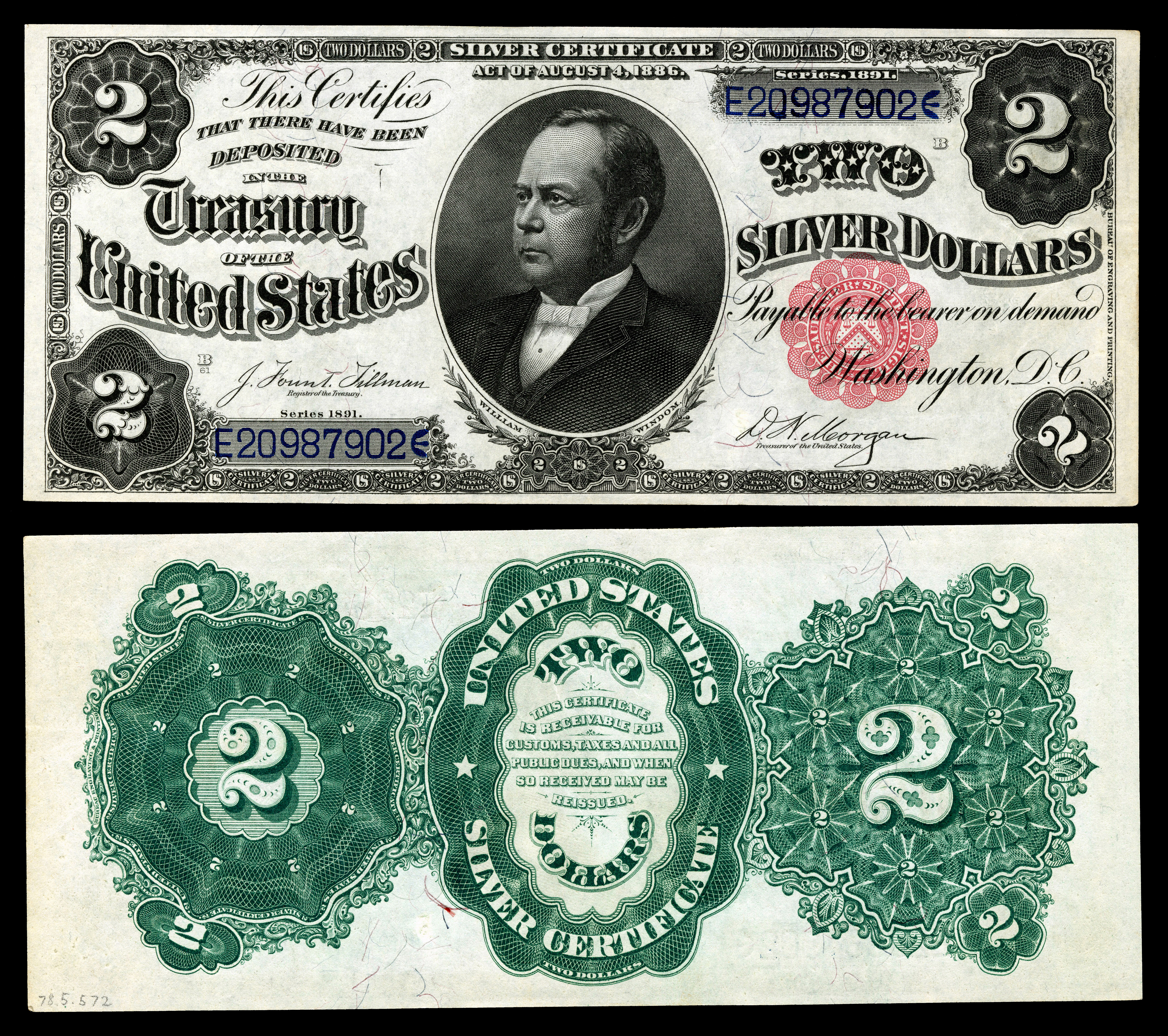
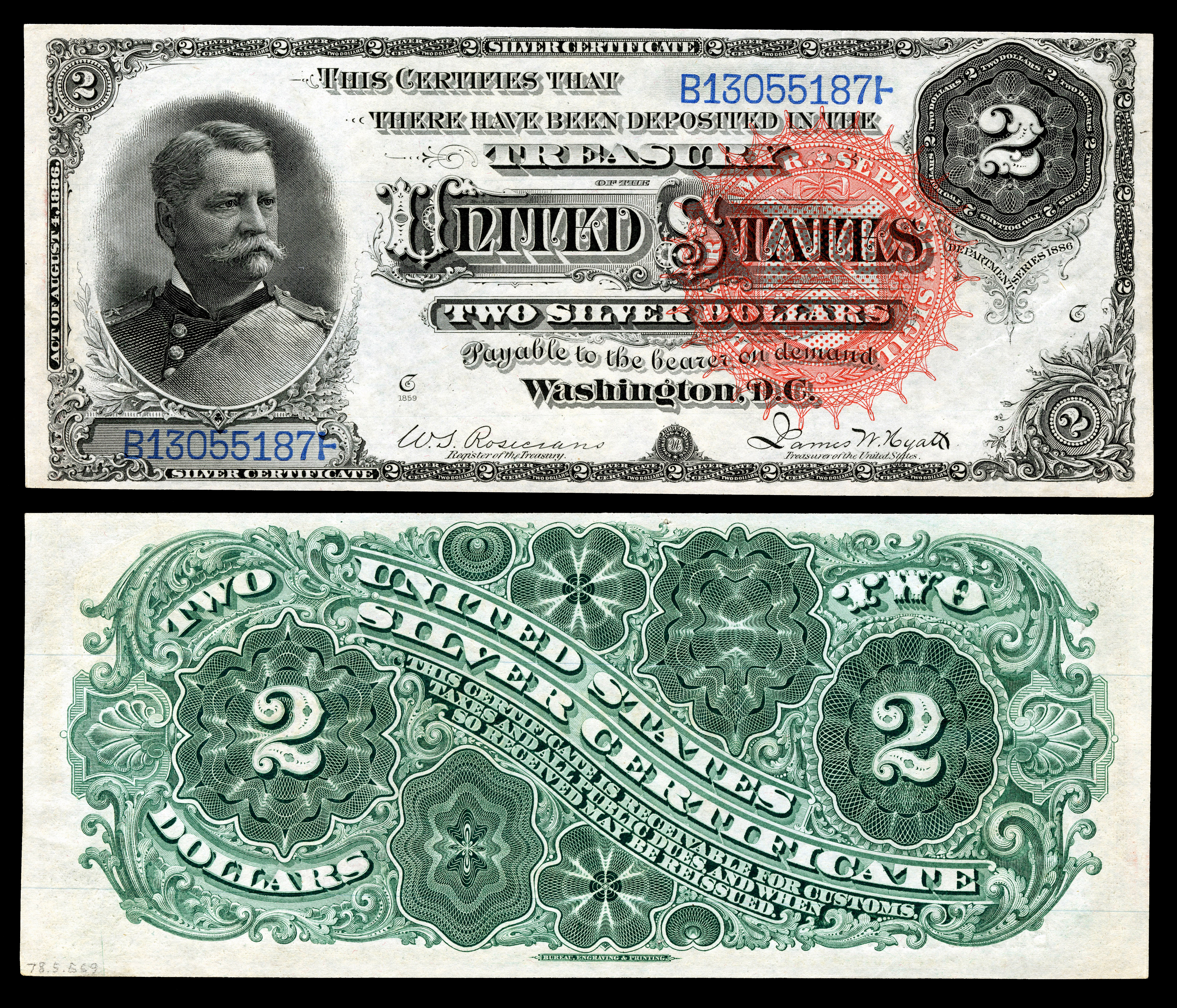
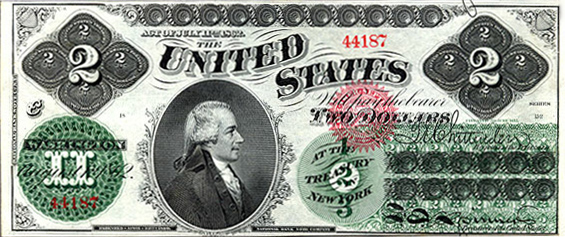
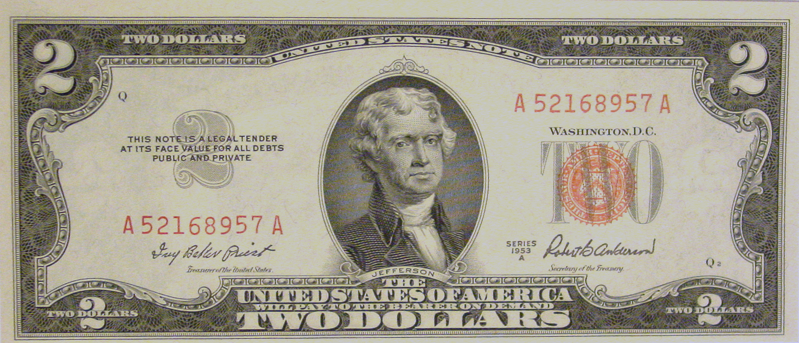
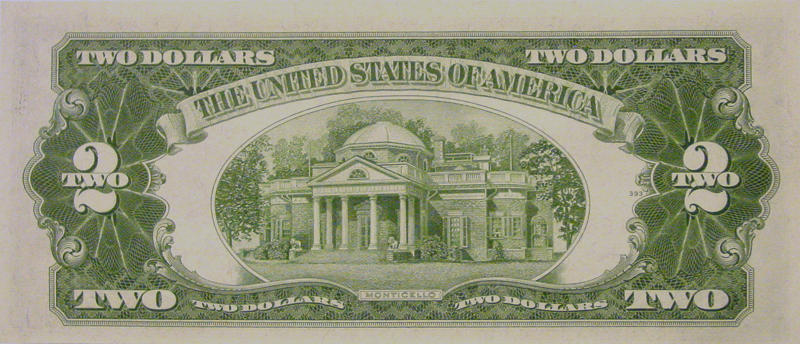
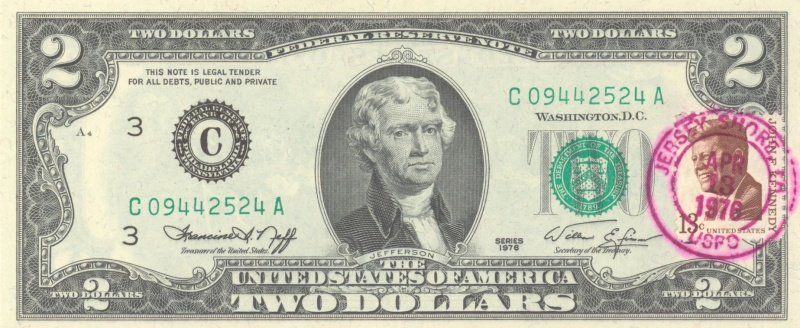
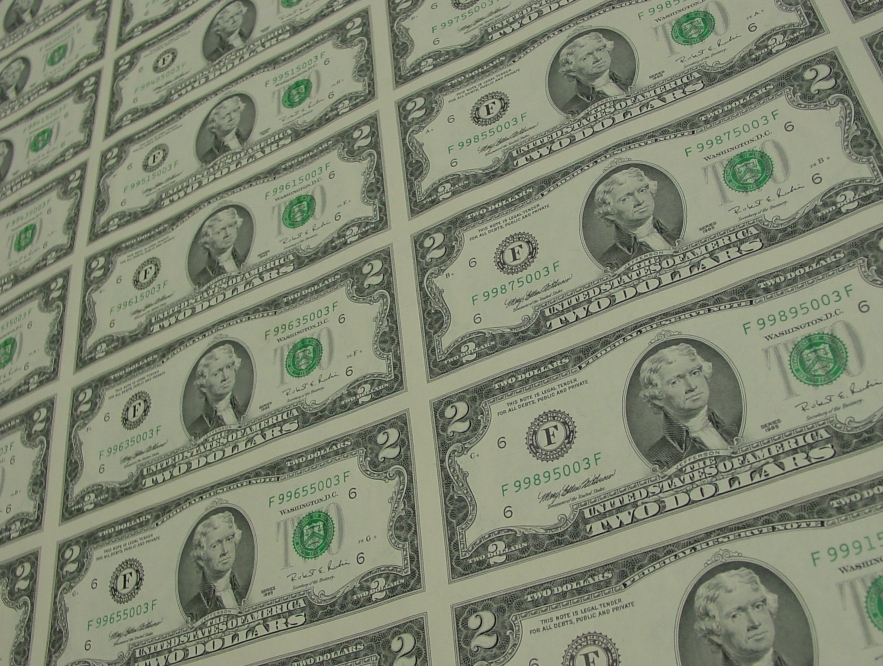